# Ильина, Елена Николаевна
Еле́на Никола́евна Ильина́ (род. 20 января 1968 года, гор. Москва, РСФСР, СССР) — российский учёный-медик, специалист в области молекулярной и физико-химической медицины, член-корреспондент РАН (2019).

## Биография
Родилась в 1968 году в Москве.
В 1991 году — окончила медико-биологический факультет 2-го Московского медицинского института.
В 1998 году — защитила кандидатскую диссертацию, тема: «Создание бактериального продуцента антигенной детерминанты панкреатической холестеролэстеразы человека и разработка на его основе иммуноферментного анализа для определения аутоантител».
С 2004 года — заведующая лабораторией молекулярной генетики микроорганизмов НИИ физико-химической медицины ФМБА России (сейчас — Федеральный научно-клинический центр физико-химической медицины им. Ю. М. Лопухина ФМБА России).
В 2006 году — присуждено учёное звание доцента.
В 2009 году — защитила докторскую диссертацию, тема: «Создание интегрированной геномно-протеомной системы для типирования и изучения патогенов бактериальной и вирусной природы».
В 2015 году — назначена на должность заместителя генерального директора по научной работе.
В январе 2016 года — присвоено почётное учёное звание профессора РАН.
В 2019 году — избрана членом-корреспондентом РАН по Отделению медицинских наук.

## Научная деятельность
Ильина — специалист в области молекулярной и физико-химической медицины. В сферу её научных интересов интересов входят:
- исследование закономерностей распространения микробных популяций, микроэволюционных трендов лёгочных патогенов;
- изучение (на молекулярном уровне) механизмов формирования лекарственной устойчивости в микробных популяциях, с акцентом на неканонические механизмы резистентности;
- разработка диагностических решений для идентификации и характеристики клинически значимых микроорганизмов;
- сравнительная геномика бактериальных возбудителей;
- биоинформационные подходы к анализу геномной информации бактерий.

При участии Ильиной реализованы проекты по молекулярным исследованиям основ патогенеза инфекционных заболеваний человека, в частности туберкулёза, по разработке и внедрению масс-спектрометрических методов анализа биомолекул для идентификации и типирования микроорганизмов. 
Соавтор свыше 120 статей в реферируемых отечественных и зарубежных медицинских журналах.